# Мори, Каору
Каору Мори (яп. 森薫 Мори Каору) — мангака, известная благодаря манге Emma.

## Биография
Каору Мори родилась в Токио 18 сентября 1978 года. Долгое время под псевдонимом Фумио Агата (яп. 県 文緒 Агата Фумио) издавала додзинси, посвящённые Великобритании конца XIX века, в частности, английским горничным. В 2002 году начала выходить первая коммерческая манга «Эмма», сразу ставшая очень популярной. В 2005 году «Эмма» получила второй приз на Японском фестивале медиа-арта.
Мори известна нелестными автопортретами, где всегда изображает себя несколькими грубыми линиями с дико торчащими волосами. Она не любит фотографироваться, давать интервью и стесняется принимать участие в публичных мероприятиях.

## Работы
- Emma («Эмма») — издавалась с августа 2002 по апрель 2008 г. в Comic Beam
- Shirley — издавалась в феврале 2003 г. в Comic Beam
- Violet Blossoms — издавалась в 2004 г. в Comic Beam (только иллюстрации)
- Shirley Madison — издается с 2005 в Fellows!
- A Bride's Story (яп. 乙嫁語り Отоёмэгатари) — издается с 2008 г. в Fellows!